# Funiculaire de Kaprun
Le funiculaire de Kaprun, en allemand Gletscherbahn Kaprun ou Gletscherbahn Kaprun II, est un funiculaire d'Autriche situé à Kaprun, station de sports d'hiver du massif des Hohe Tauern. Construit en 1974, son incendie qui fait 155 morts en 2000 entraîne sa fermeture.

## Description
De la gare aval située à 911 mètres d'altitude, le funiculaire emprunte en premier lieu un viaduc de 400 mètres de longueur puis un tunnel de 3 500 mètres de longueur qui l'amène à l'altitude de 2 446 mètres en 7 min.

## Histoire
Le funiculaire est ouvert aux voyageurs le 23 mars 1974.
Le 11 novembre 2000, alors qu'une rame est en ascension dans le tunnel, un défaut de fonctionnement dans un radiateur entraîne un incendie qui tue 155 personnes au total, 150 personnes des 162 personnes transportées par la rame, 2 personnes dans la rame en descente et 3 personnes dans la gare amont,. Depuis, le funiculaire est désaffecté, le tunnel est condamné, la gare aval démolie et un mémorial fut érigé non loin.

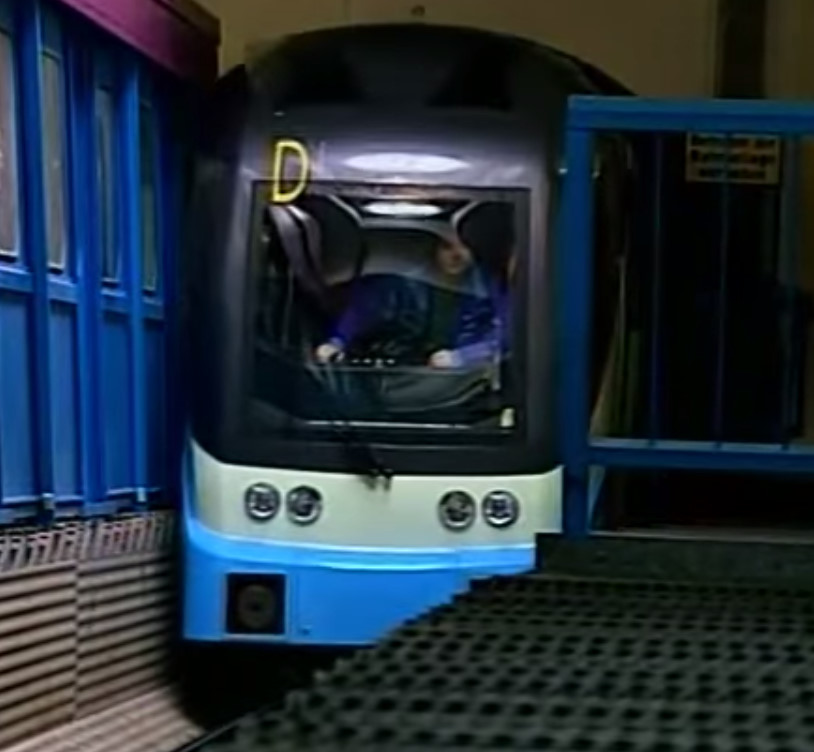
Une rame dans la gare amont du funiculaire.

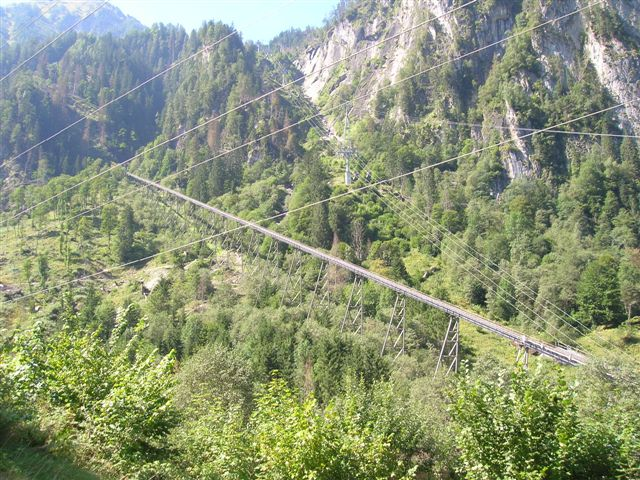
Le viaduc du funiculaire en 2005.